# جيري كيلي (لاعب غولف)
جيري كيلي (بالإنجليزية: Jerry Kelly)‏ هو لاعب غولف أمريكي، ولد في 23 نوفمبر 1966 في ماديسون في الولايات المتحدة.

## وصلات خارجية
- جيري كيلي على موقع رابطة لاعبي الغولف المحترفين (الإنجليزية)
- جيري كيلي على موقع التصنيف العالمي الرسمي للغولف (الإنجليزية)